# Seyhan (Adana)
Seyhan ist der bevölkerungsreichste Stadtbezirk von Adana und gleichzeitig ein Landkreis der Metropolprovinz Adana in der Türkei. Der Landkreis ist 444 km² groß und liegt im Süden der Provinz an der Grenze zur Provinz Mersin. Der Name des Ortes leitet sich vom Fluss Seyhan ab. Die Einwohnerzahl beträgt 786.931 (Stand: Ende 2024).

## Persönlichkeiten
- Şener Şen (* 1941), Schauspieler
- İrfan Can Eğribayat (* 1998), Fußballtorhüter
- Fatih Yiğit Şanlıtürk (* 2003), Fußballspieler